# Oborín
Oborín est un village de Slovaquie situé dans la région de Košice.

## Histoire
Première mention écrite du village en 1221.
La localité fut annexée par la Hongrie après le premier arbitrage de Vienne le 2 novembre 1938. En 1938, on comptait 761 habitants dont 19 d'origines juives. Elle faisait partie du district de Veľké Kapušany (hongrois : Nagykaposi járás). Le nom de la localité avant la Seconde Guerre mondiale était Oborín/Abara. Durant la période 1938 - 1945, le nom hongrois Abara était d'usage. À la libération, la commune a été réintégrée dans la Tchécoslovaquie reconstituée.
Le hameau de Kucany était une commune autonome en 1938. Il comptait 208 habitants en 1938 dont 13 juifs. Elle faisait partie du district de Veľké Kapušany (hongrois : Nagykaposi járás). Le nom de la localité avant la Seconde Guerre mondiale était Kucany. Durant la période 1938 -1945, le nom hongrois Mészpest était d'usage.

## Démographie

### Évolution de la population
| Année:               | 1994. | 2004.   | 2014.   | 2024.   |
| -------------------- | ----- | ------- | ------- | ------- |
| Nombre de personnes: | 657   | 710     | 728     | 687     |
| Différence:          |       | +8,06 % | +2,53 % | -5,63 % |

| Année:               | 2023. | 2024.   |
| -------------------- | ----- | ------- |
| Nombre de personnes: | 676   | 687     |
| Différence:          |       | +1,62 % |

## Politique
| Nom         | Parti politique | Date de l'élection | Fin du mandat |
| ----------- | --------------- | ------------------ | ------------- |
| Arpád Csuri | SMK-MKP         | 02.12.2006         | Déc. 2010     |